# Wahlenbergia bernardii
Wahlenbergia bernardii là loài thực vật có hoa trong họ Hoa chuông. Loài này được Leredde miêu tả khoa học đầu tiên năm 1953.